# 474
- Wikisource

| Calendário gregoriano                                                        | 474 CDLXXIV                     |
| Ab urbe condita                                                              | 1227                            |
| Calendário arménio                                                           | -78 – -77                       |
| Calendário bahá'í                                                            | -1370 – -1369                   |
| Calendário budista                                                           | 1018                            |
| Calendário chinês                                                            | 3170 – 3171                     |
| Calendário copta                                                             | 190 – 191                       |
| Calendário etíope                                                            | 466 – 467                       |
| Calendários hindus - Vikram Samvat - Calendário nacional indiano - Cáli Iuga | 529 – 530 395 – 396 3574 – 3575 |
| Calendário Holoceno                                                          | 10474                           |
| Calendário islâmico                                                          | 153 BH – 152 BH                 |
| Calendário judaico                                                           | 4234 – 4235                     |
| Calendário persa                                                             | 148 BP – 147 BP                 |
| Calendário rúnico                                                            | 724                             |
| Calendário solar tailandês                                                   | 1017                            |

474 (CDLXXIV, na numeração romana) foi um ano comum do século V que começou numa terça-feira, segundo o calendário juliano.  Segundo o horóscopo chinês, foi o ano do Tigre.
| Ano completo                         |
| ------------------------------------ |
| Ano comum com início à segunda-feira |

## Eventos
- Júlio Nepos é nomeado imperador do Império Romano do Ocidente
- 45 anos de conflito entre os vândalos de Genserico e o Império Romano se concluem quando se firma a paz com o Império Bizantino.

## Nascimentos
- Antêmio de Trales, arquiteto construtor da Catedral de Santa Sofia, em Constantinopla.

## Mortes
- 18 de janeiro - Leão I, o Trácio, imperador bizantino.
- 17 de novembro - Leão II, imperador bizantino.